# Vincas Grybas
Vincas Grybas (Lukiškės, 3 oktober 1890 – 3 juli 1941) was een Litouws beeldhouwer. Grybas werd geboren in Lukiškės waar hij de lagere school doorliep. Vervolgens studeerde hij verder in Warschau. Na de Eerste Wereldoorlog vervolgde hij zijn opleiding in Kaunas en Parijs. Nadat Litouwen in de Tweede Wereldoorlog bezet werd door Duitsland werd Grybas in 1941 omgebracht.

## Werk
Tot Grybas' beroemdste creaties behoren de monumenten voor Simonas Daukantas in Seda, Vytautas de Grote in Kaunas en Petras Vileišis in Pasvalys. Ook maakte hij een bekend kerkaltaar in Sintautai.